# 美国编剧工会

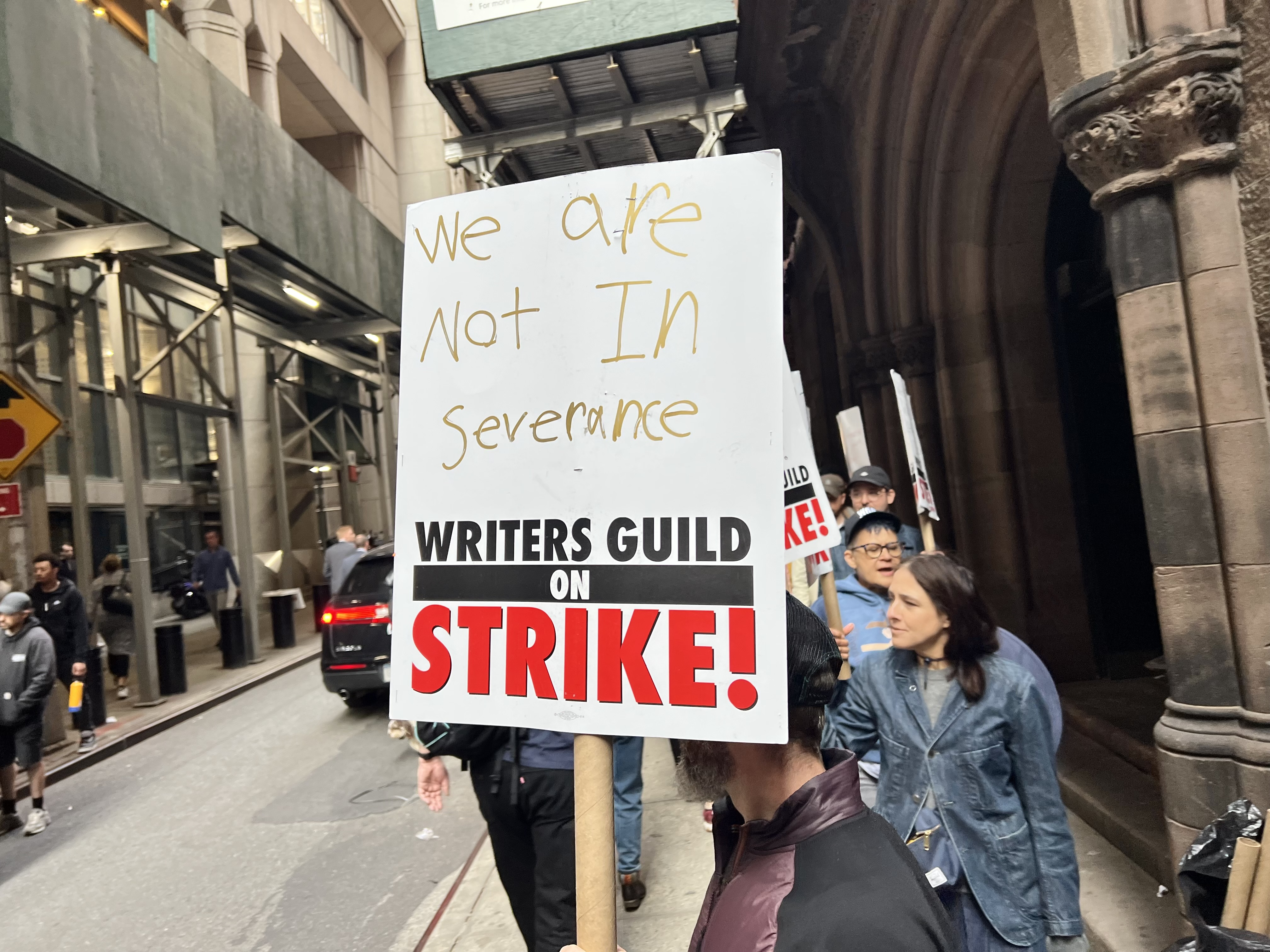
美国编剧工会在《夜魔侠：重生》的拍摄场地外组织抗议

美国编剧工会（英語：Writers Guild of America）是由两个代表美国电影与电视编剧的工会所组成。
- 美国东部编剧工会（英语：Writers_Guild_of_America, East）：总部位于纽约市。[1][2][4]
- 美国西部编剧工会（英语：Writers Guild of America West）：总部位于洛杉矶市。[1][2][5]

## 共同活动

### 罢工行动
以下列举的是美国东部编剧工会与美国西部编剧工会协商一致并同时发起的罢工行动。
- 2023年美國編劇工會罷工，於2023年5月2日開始。糾紛包括串流媒體的分紅。[6]部分作品受罷工影響。
- 2007年－2008年美国编剧工会大罢工
  - 2007年至2008年美国编剧工会大罢工对电视界的影响（英语：Effect of the 2007–08 Writers Guild of America strike on television）：受罢工影响的电视节目名单。
- 1988年美国编剧工会大罢工（英语：1988 Writers Guild of America strike）
- 1985年美国编剧工会大罢工
- 1981年美国编剧工会大罢工（英语：1981 Writers Guild of America strike）
- 1960年美国编剧工会大罢工（英语：1960 Writers Guild of America strike）

### 其他项目
虽然两家工会各自独立运营，但是它们也会共同掌管运营一些项目。
- 美国编剧工会奖：由两家工会同时颁布的年度颁奖典礼。
- 美国编剧工会剧作署名系统（英语：WGA screenwriting credit system）：负责判定其管辖范围内所有影视作品的导演、制片和编剧等等制作人员在完成作品中的署名程度，并负责辖内剧作署名的仲裁、记录和查询等等相关事务。[7]
- 美国编剧工会脚本注册服务（英语：WGA script registration service）：为所有剧本作者或所有者——包括非工会成员——提供在线登记注册和证明服务。
- 国际作家工会联盟（英语：International Affiliation of Writers Guilds）：两家编剧工会均为此国际劳工联合会的下属组织。